# Actual-Hebdo
Actual-Hebdo était un hebdomadaire pamphlétaire créé, animé et rédigé – en grande partie – par Michel-Georges Micberth, de 1972 à 1973.

## Équipe
- Administration : Catherine Cormery.
- Direction technique : Yves Boulay.
- Rédacteur en chef : Éric Asudam (pseudonyme de Michel-Georges Micberth).
- Dessinateurs : Bernos (Bernard Deyriès) et Freuslon (autre pseudonyme de Michel-Georges Micberth).
- Participant à la rédaction : Annick Becquet, Gérard Lecha (Le Père Chat), Carol Duvernoy, ADG, Germaine, Jean-Paul Pineau, Ann Kastries, G. Beaufrêre, Rocking Yaset, etc.

## Histoire
Destiné – à l'origine - être un journal corporatif, un organe de contact entre les auteurs des Éditions syndicales – animées par Maryse et Daniel Decrauze, ex-collaborateurs de Michel-Georges Micberth - Actual-Hebdo s'en prit très vite au pouvoir en place.
Sous le pseudonyme d'Asudam, dont le journal fit la notoriété, Michel-Georges Micberth évoque les réactions à sa ligne éditoriale, dans Actual, le 19 mai 1973 : 
« Je vous ai déjà dit je crois, écrit-il, que notre journal était rédigé à Montluçon, administré jusqu'à ces dernières semaines à Limeray, imprimé dans la Sarthe et routé dans le Saint-Amandois. Beau losange ! […] Première enquête policière à Limeray ; deuxième enquête à Saint-Amand-Montrond ; troisième enquête dans la Sarthe ; quatrième enquête effectuée par le commissaire principal de Montluçon, à Montluçon […] Que d'honneurs pour un si frêle journal ! […] Cet acharnement à nuire qui souvent me déprime, a le mérite de grandir mon action. Alleluia ! Les pouvoirs publics n'essaient pas d'éliminer n'importe quoi ou n'importe qui. Merci les pouvoirs publics. »
Après plusieurs mois d'enquêtes policières, Actual-Hebdo cessera de paraître, non pas en raison d'une interdiction officielle - ce qui lui eût assuré une publicité non négligeable - mais en vertu d'une décision négative de la Commission paritaire des publications et des agences de presse qui rendait impossible l'envoi du journal aux abonnés.
Asudam explique à ce sujet : « …un véritable mouvement structuré s'organisait autour de notre feuille. »
Après ce naufrage, Jean Boizeau, directeur de Minute et du Crapouillot, repêcha Éric Asudam et lui offrit une collaboration de chroniqueur dans ses journaux.

## Voir
- Irène Andrieu, La France marginale, Éditions Albin Michel, 1975.